# چارباغ، سوات
چارباغ (به انگلیسی: Charbagh) یک منطقهٔ مسکونی در پاکستان است که در خیبر پختونخوا واقع شده‌است. چارباغ ۹۸۰ متر بالاتر از سطح دریا واقع شده‌است.